# Elula Perrin
Pour les articles homonymes, voir Perrin.
Elula Perrin, de son vrai nom Huguette Ellul, née le 31 mars 1929 à Hanoï et morte le 22 mai 2003 à Paris, est une écrivaine et patronne de discothèque française, figure du monde de la nuit lesbienne des années 1970 et 1980.

## Biographie
Elula Perrin naît le 31 mars 1929 à Hanoï (Indochine française, actuel Viêt Nam), d'une mère métisse eurasienne et d'un père français. Elle revient en France en 1946, à l'âge de 17 ans. Après avoir obtenu une licence en droit, elle se marie et accompagne son mari au Maroc où elle découvre son homosexualité.
En mai 1968, Elula Perrin ouvre Le Yéti, une discothèque lesbienne située à Saint-Tropez qu'elle ferme quatre ans après,. Elle fonde à Paris le Katmandou en 1969 avec Aimée Mori.
Elle devient célèbre en publiant en 1977 un livre autobiographique, Les femmes préfèrent les femmes, et participe à des émissions télévisées pour témoigner sans complexe de son attirance pour les femmes. Elle écrit d'autres ouvrages dans la même veine : Tant qu'il y aura des femmes (1978), Mousson de femmes (1985).
Après la fermeture contrainte du Katmandou en 1990, elle ouvre Le Privilège, au sous-sol du Palace. Elle assure également la gestion de plusieurs autres discothèques comme Le Rive Gauche. En octobre 1999, celles qui formeront le groupe du 6 novembre manifestent à Cineffable contre la politique d'entrée dans ces boîtes, qu'elles jugent raciste.
Elle écrit deux romans policiers avec Hélène de Monferrand. 
Catherine Gonnard co-réalise un documentaire sur sa vie en 2000 pour Canal +, intitulé Elula, les hommes on s'en fout.
Elle meurt le jeudi 22 mai 2003 à Paris, des suites d'une longue maladie, à l'âge de 74 ans.

## Positions politiques
Elula Perrin prend la parole à partir de 1977 (dans l'émission L'Huile sur le feu de Philippe Bouvard) dans le but de donner de la visibilité aux femmes lesbiennes et d'apporter un référentiel médiatique éloigné du cliché de la butch.
Son engagement est modéré : elle refuse de rejoindre le MLF, lui préférant Arcadie, groupe parfois contesté pour sa revendication d'une homosexualité discrète et réservée. Vers la fin de sa vie, elle déclare voter à droite, déçue par la gouvernance de François Mitterrand pour qui elle avait tout de même voté en 1981, « puisqu'aucune des promesses faites par la gauche n'a été tenue », selon elle. 
Blase Provitola qualifie Elula Perrin de défenseuse du principe de colonisation (« colonial apologist ») pour ses nombreuses exotisations de femmes non-blanches, sa nostalgie du Régime de Vichy et son apologie des bombardements atomiques d'Hiroshima dans Les femmes préfèrent les femmes (1977). Elle lui reproche également son éloge des impérialismes américain et français dans Mousson de femmes (1985).

## Œuvres
- Les Femmes préfèrent les femmes, Ramsay, Paris, 1977 ; J'ai lu, 1985 ; Double interligne, Paris, 1997 ; la Cerisaie, Paris, 2002.
- Tant qu'il y aura des femmes, Ramsay, Paris, 1978.
- Alice au pays des femmes, Ramsay, Paris, 1980.
- Mousson de femmes, Ramsay, 1985 ; la Cerisaie, Paris, 2003 (préface de Josée Dayan).
- Pour l'amour des femmes, Ramsay, Paris, 1995.
- L'Eurasienne, Paris, Editions Osmondes, 1997.
- Va y avoir mistral, elles ne sont pas toutes gentilles, Paris, Double interligne, 1999.
- Bulles et noctambules : histoire de la nuit au féminin, Double interligne, Paris, 2000.
- Révolte des amours mortes (elle préfère toujours les femmes), Paris, la Cerisaie, 2003.
- avec Louna Borca, Un amour, deux femmes, Paris, la Cerisaie, 2004.